# Ami Kondo
Ami Kondo (ur. 9 maja 1995 w Nagoja) – japońska judoczka, brązowa medalistka igrzysk olimpijskich w Rio de Janeiro w kategorii do 48 kilogramów.